# Антонуччи, Джорджо
Джорджо Антонуччи (итал. Giorgio Antonucci, 24 февраля 1933, Лукка — 18 ноября 2017, Флоренция) — итальянский врач и психотерапевт, выступавший за полный запрет принудительного лечения пациентов с психическими проблемами в закрытых психиатрических учреждениях и за социализацию таких пациентов путем неинвазивного ухода вместо лечения медикаментозными средствами.

## Биография
В 1963 году Антонуччи изучал психоанализ у Роберто Ассаджоли, основателя психосинтеза, и тогда же он начал специализироваться в психиатрии, пытаясь решить проблемы пациентов, избегая госпитализации или применения к ним каких-либо принудительных методов лечения. В 1968 году он работал в городе Чивидале-дель-Фриули на севере Италии, в отделении городской больницы, которое было открыто в качестве альтернативы психиатрическим клиникам.
В 1969 году Антонуччи работал в психиатрической клинике города Гориция (столица провинции с одноимённым названием), которую возглавлял профессор, реформатор итальянской психиатрии Франко Базалья. В течение двух лет, с 1970 по 1972, Антонуччи руководил центром психической гигиены в городе Кастельново-не-Монти провинции Реджо-нель-Эмилия. С 1973 по 1996 он работал в пригороде Болоньи Имола и участвовал в ликвидации психиатрических клиник Оссерванца и Луиджи Лолли. Во время землетрясения на Сицилии в 1968 году, он работал врачом в составе Службы гражданской защиты Флоренции. На момент его смерти в 2017 году, Антонуччи жил во Флоренции и сотрудничал с итальянским отделением Гражданской комиссии по правам человека, с Центром исследования человеческих взаимоотношений (итал. Centro di Relazioni Umane) и с политической либертарианской партией Италии «Итальянские радикалы» (итал. Radicali Italiani).

## Мысли о психиатрии
Своими трудами Антонуччи подтвердил, что теоретически он близок к гуманистической и экзистенциальной точке зрения американского психолога и одного из основателей гуманистического подхода в психиатрии Карла Роджерса, и что его подходы ориентированы на критику психиатрии (Эрвин Гоффман, Р. Д. Лэйнг, Дэвид Купер и Томас Сас) и критику работы психиатрической клиники профессора Франко Базальи.
Сас утверждал, что он согласен с Антонуччи в отношении понятия «личность» у так называемых психически больных: они, как и мы, являются личностями во всех отношениях, которых можно оценивать по эмоциональной сфере и в их «состоянии человека»; «психическое заболевание» не делает больного «меньше человеком», и не обязательно обращаться к психиатру, чтобы «вернуть им человечность». Он является основателем не-психиатрического подхода к психологическим страданиям, что основано на следующих утверждениях:
1. Принудительное помещение в клинику не может быть научным и медицинским подходом к облегчению страданий, потому что оно основано на насилии и противоречит желанию пациента.
2. Этика диалога заменяется этикой принуждения. Диалог не может состояться, если отдельные лица не осознают себя людьми в конфронтации с подобными себе.
3. Отказ от психиатрических диагнозов, так как они являются результатом предубеждений психиатров, которые затрудняют проведение реальной психологической работы для облегчения страданий людей, возникающих из-за противоречий, существующих в обществе, а также конфликтов в процессе совместного существования жизни.
4. Психоактивные лекарственные средства призваны оказывать успокоительное воздействие на пациентов с психиатрическими расстройствами для того, чтобы улучшить условия жизни людей, которые о них заботятся. Неприемлемы все остальные средства, которые наносят ущерб человеку, от лоботомии до кастрации (предлагаемой некоторыми людьми в Италии в связи с преступлениями на сексуальной почве), а также любые виды электрошока.
5. Для того, чтобы критически оценивать медицинские учреждения / клиники, необходимо также подвергнуть критике те теории, на основе которых они созданы.

Антонуччи утверждал, что «сущностью психиатрии является идеология дискриминации».

## Джорджо Антонуччи и Томас Сас
«Джорджо Антонуччи внёс неоценимый вклад в итальянскую психиатрию. Можно считать его хорошим психиатром (независимо от значения этого слова): и это правда. Также можно считать его хорошим анти-психиатром (независимо от значения этого слова): и это тоже столь же определённо правда. Я же предпочитаю считать его порядочным человеком, который ставит уважение к так называемым сумасшедшим выше уважения к профессии. И за это я выражаю ему мое уважение». -Томас Сас

## Награды
26 февраля 2005 года в Лос-Анджелесе Антонуччи получил Премию имени Томаса Саса'.

## Сочинения на итальянском языке
- I pregiudizi e la conoscenza critica alla psichiatria (preface by Thomas S. Szasz), ed. Coop. Apache — 1986
- Psichiatria ieri ed oggi, Enciclopedia Atlantica (European Book, Milano) — 1989
- Il pregiudizio psichiatrico, Eleuthera — 1989 ISBN 88-85861-10-5
- La nave del paradiso, Spirali — 1990 ISBN 88-7770-296-6
- Freud e la psichiatria, Enciclopedia Atlantica, European Book, Milano — 1990
- Aggressività Composizione in tre tempi in Uomini e lupi, Edizioni Eleuthera — 1990 ISSN 0392-5013
- Psichiatria e cultura, Enciclopedia Atlantica, European Book, Milano — 1991
- Contrappunti, Roma: Sensibili alle foglie — 1994 ISBN 978-8886323062
- Critica al giudizio psichiatrico, Sensibili alle Foglie — 1994 ISBN 8889883014
- Il giudice e lo psichiatra, collection Volontà di Eleuthera — volume — Delitto e castigo — 1994 ISSN 0392-5013
- (with Alessio Coppola) Il telefono viola. Contro i metodi della psichiatria, Eleuthera — 1995 ISBN 9788885861602
- Pensieri sul suicidio, Eleuthera — 1996 ISBN 88-85861-75-X
- Il pregiudizio psichiatrico, Eleuthera — 1998 EAN 9788885861992
- Le lezioni della mia vita. La medicina, la psichiatria, le istituzioni Spirali — 1999 ISBN 88-7770-536-1
- Pensieri sul suicidio Eleuthera — 2002 EAN 9788885060692
- Il cervello. Atti del congresso internazionale Milano, dal 29 novembre al 1º dicembre 2002 [it contains Antonucci’s speech at the congress) Spirali — 2004
- Critica al giudizio psichiatrico, Sensibili alle Foglie — 2005 ISBN 978-8889883013
- Diario dal manicomio. Ricordi e pensieri, Spirali — 2006 ISBN 978-8877707475
- Igiene mentale e libero pensiero. Giudizio e pregiudizio psichiatrici, publication by the association «Umanità nova», Reggio Emilia — October 2007.
- Foucault e l’antipsichiatria. Intervista a Giorgio Antonucci."Diogene Filosofare Oggi" N. 10 — Anno 2008 — Con «IL DOSSIER: 30 anni dalla legge Basaglia»
- Corpo — «Intervista di Augusta Eniti a Giorgio Antonucci», Multiverso" Università degli studi di Udine, n.07 08 ISSN 1826-6010. 2008
- Conversazione con Giorgio Antonucci edited by Erveda Sansi. Critical Book — I quaderni dei saperi critici — Milano 16.04.2010. S.p.A Leoncavallo.
- (with other authors) La libertà sospesa, Fefè editore, Roma — 2012 ISBN 978-88-95988-31-3
- (contributions by Giorgio Antonucci and Ruggero Chinaglia) Della Mediazione by Elisa Ruggiero, Aracne — 2013 ISBN 978-88-548-5716-2